# Wilhelm Heinrich Waagen
Wilhelm Heinrich Waagen (født 23. juni 1841 i München, død 24. marts 1900 i Wien) var en tysk geolog og palæontolog.